# 니처 엡
니처 엡(Nitzer Ebb)은 잉글랜드의 EBM 밴드이다.